# Mecysmaucheniidae
Mecysmaucheniidae là một họ nhện thuộc bộ Araneae. Họ này có 7 chi, tổng cộng có 25 loài. Phần lớn các chi phân bố ở Nam Mỹ (Chile và Argentina), với hai chi bản địa New Zealand.

## Các chi và loài
- Mecysmaucheniinae Simon, 1895

- Aotearoa Forster & Platnick, 1984

- Aotearoa magna (Forster, 1949) (New Zealand)

- Mecysmauchenioides Forster & Platnick, 1984

- Mecysmauchenioides nordenskjoldi (Tullgren, 1901) (Chile, Argentina)
- Mecysmauchenioides quetrihue Grismado & Ramírez, 2005 (Argentina)

- Mecysmauchenius Simon, 1884

- Mecysmauchenius canan Forster & Platnick, 1984 (Chile)
- Mecysmauchenius chacamo Forster & Platnick, 1984 (Chile)
- Mecysmauchenius chapo Forster & Platnick, 1984 (Chile)
- Mecysmauchenius chepu Forster & Platnick, 1984 (Chile)
- Mecysmauchenius chincay Forster & Platnick, 1984 (Chile)
- Mecysmauchenius eden Forster & Platnick, 1984 (Chile)
- Mecysmauchenius fernandez Forster & Platnick, 1984 (Juan Fernandez Is.)
- Mecysmauchenius gertschi Zapfe, 1960 (Chile, Argentina)
- Mecysmauchenius newtoni Forster & Platnick, 1984 (Chile)
- Mecysmauchenius osorno Forster & Platnick, 1984 (Chile, Argentina)
- Mecysmauchenius platnicki Grismado & Ramírez, 2005 (Chile)
- Mecysmauchenius puyehue Forster & Platnick, 1984 (Chile)
- Mecysmauchenius segmentatus Simon, 1884 (Chile, Argentina, Falkland Is.)
- Mecysmauchenius termas Forster & Platnick, 1984 (Chile)
- Mecysmauchenius thayerae Forster & Platnick, 1984 (Chile, Argentina)
- Mecysmauchenius victoria Forster & Platnick, 1984 (Chile)
- Mecysmauchenius villarrica Forster & Platnick, 1984 (Chile)

- Mesarchaea Forster & Platnick, 1984

- Mesarchaea bellavista Forster & Platnick, 1984 (Chile)

- Semysmauchenius Forster & Platnick, 1984

- Semysmauchenius antillanca Forster & Platnick, 1984 (Chile)

- Zearchaeinae Forster & Platnick, 1984

- Chilarchaea Forster & Platnick, 1984

- Chilarchaea quellon Forster & Platnick, 1984 (Chile, Argentina)

- Zearchaea Wilton, 1946

- Zearchaea clypeata Wilton, 1946 (New Zealand)
- Zearchaea fiordensis Forster, 1955 (New Zealand)

## Hình ảnh

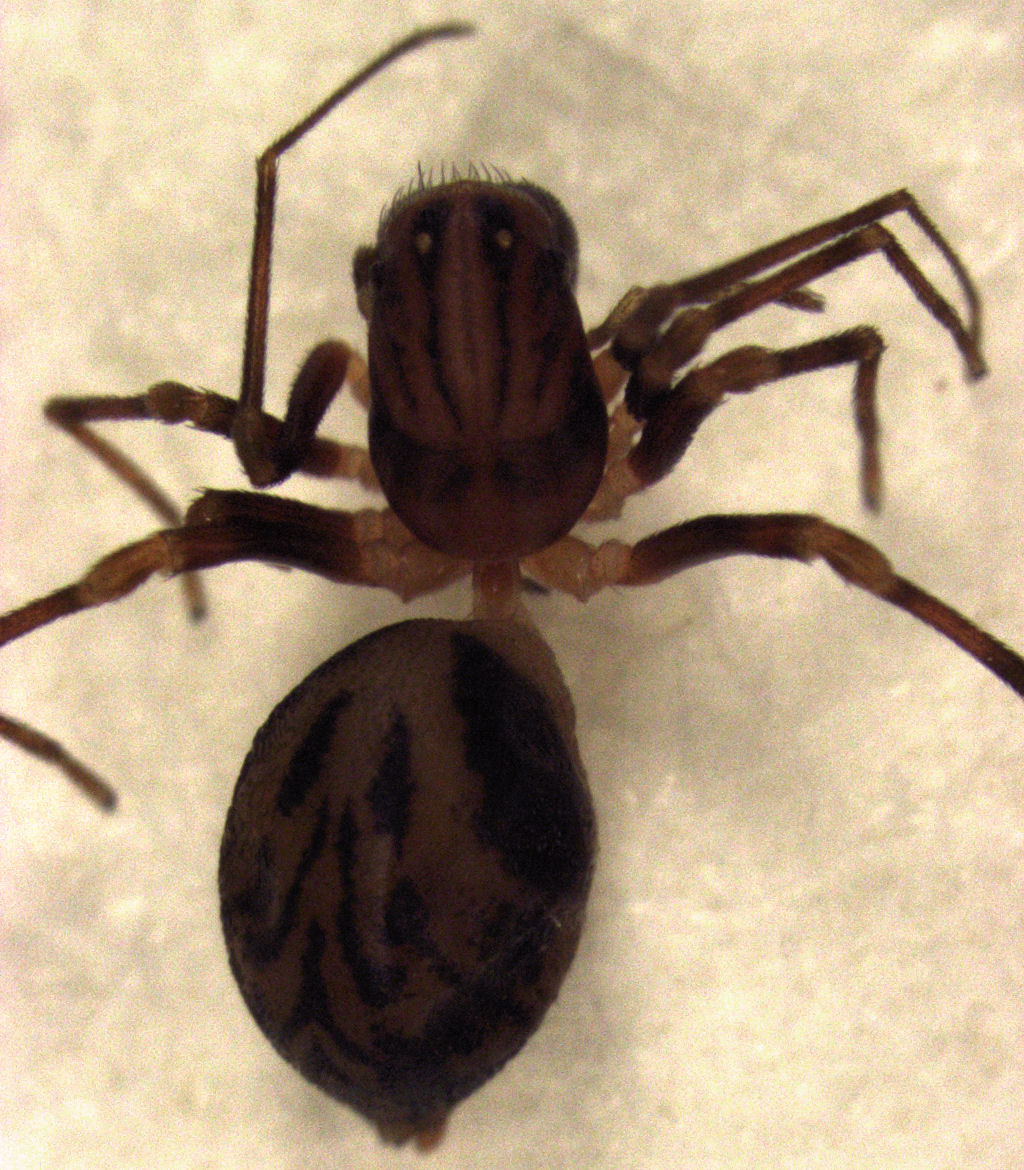
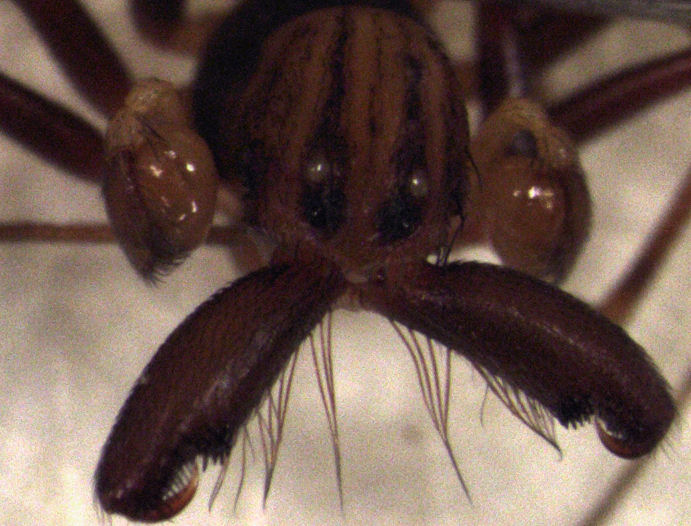
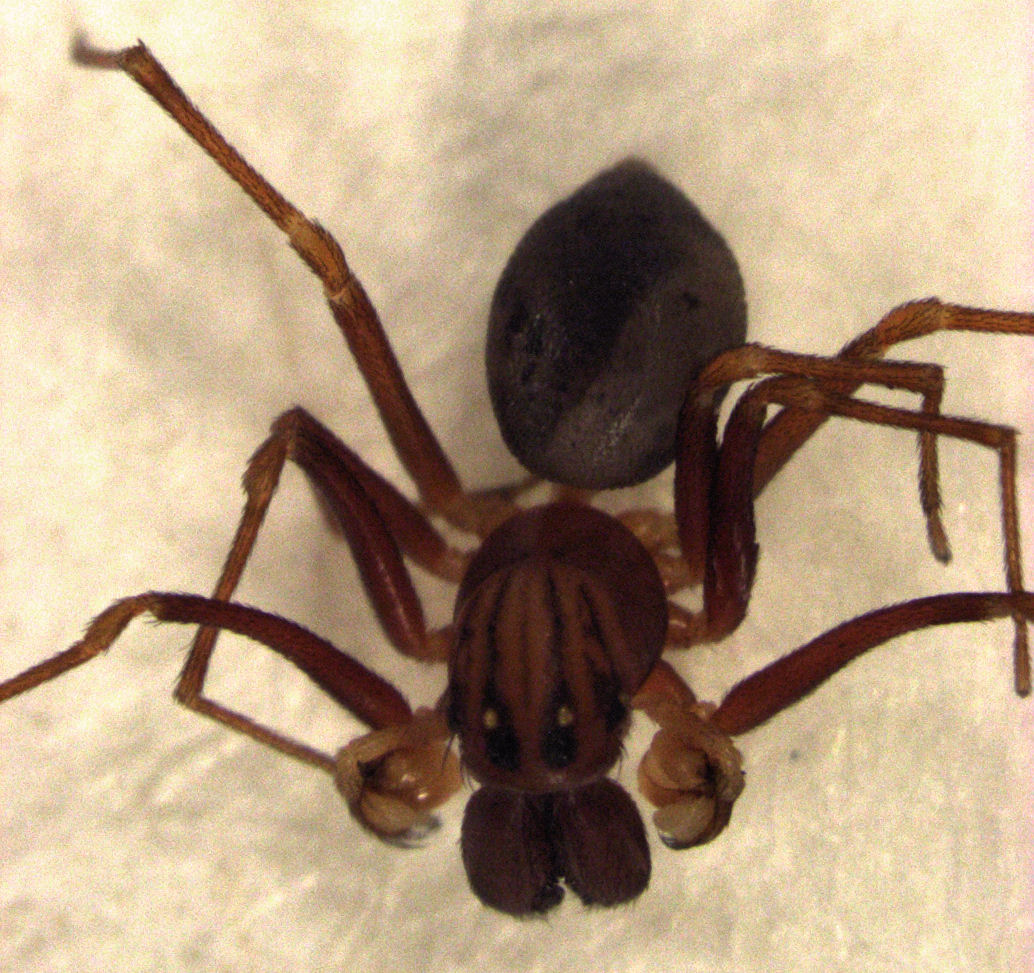
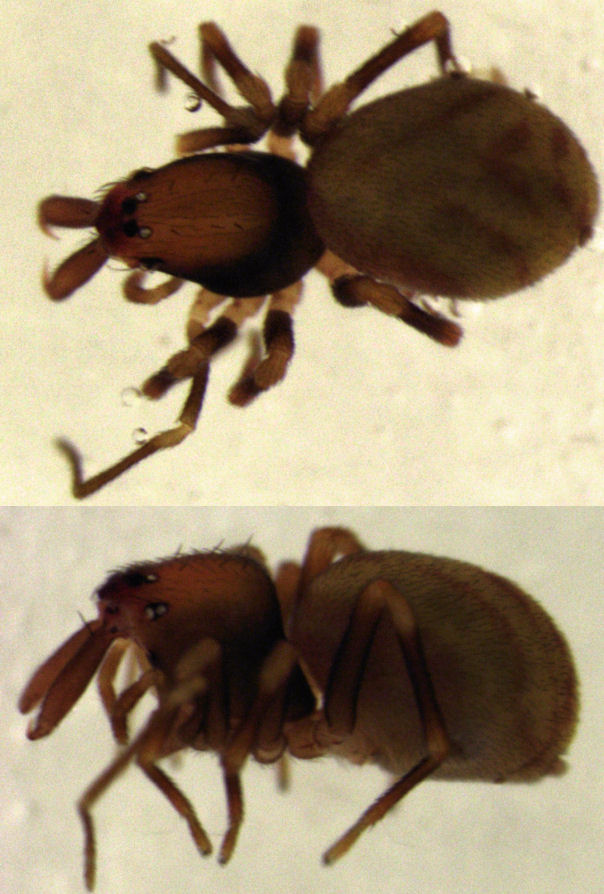

## Distribution
Most genera only occur in Nam Mỹ (Chile và Argentina), với hai chi bản địa New Zealand.